# Lucas Ayaba Cho
Lucas Ayaba Cho, né le 25 août 1972 dans la région du Nord-Ouest du Cameroun, est un militant et leader séparatiste camerounais, naturalisé allemand. Il est le secrétaire général de la Ligue des jeunes du Cameroun méridional (LJCM) de 1995 à 2013, et depuis 2013, il est le leader du Conseil de gouvernement de l'Ambazonie (AGovC), qui possède une branche armée, les Forces de défense de l'Ambazonie (FDA).
En septembre 2024, il est arrêté en Norvège pour incitation à la commission de crimes contre l’humanité au Cameroun. 

## Biographie

### Jeunesse, études et tentative d'assassinat présumée
Lucas Ayaba Cho naît le 25 août 1972 dans la région du Nord-Ouest du Cameroun. Il est expulsé de l'université de Buéa en 1993 parce qu'il avait mené une manifestation contre l'augmentation des frais de scolarité,,. Partisan de l'indépendance des régions anglophones du Cameroun, il est incarcéré à Yaoundé, mais parvient à rejoindre l'Allemagne, où il est naturalisé, avant de s'installer en Norvège. En Norvège, il reprend ses études supérieures, étudiant les droits de l'homme et le développement à l'université norvégienne des sciences de la vie. En janvier 2017, Lucas Ayaba Cho aurait été victime d'une tentative d'assassinat à Bruxelles,.

### Rôle dans la crise anglophone au Cameroun
En tant que chef de l'AGovC, Lucas Ayaba Cho et Benedict Nwana Kuah supervisent la création d'un groupe armé séparatiste, les FDA, particulièrement actives depuis le début de la crise anglophone au Cameroun. Cela se produit sept semaines avant que le gouvernement intérimaire de l'Ambazonie ne soit établi et des mois avant qu'il n'approuve une lutte armée.
Les relations du Conseil de gouvernement de l'Ambazonie avec le gouvernement intérimaire sont souvent tendues. En mars 2019, Lucas Ayaba Cho refuse d'assister à la Conférence générale des peuples du Cameroun méridional à Washington, qualifiant certains des participants de « facilitateurs ». Le Conseil de gouvernement de l'Ambazonie ne fait donc pas partie du Conseil de libération du Cameroun méridional. Lors de la crise du leadership ambazonien, Lucas Ayaba Cho soutient Sisiku Julius Ayuk Tabe contre Samuel Ikome Sako « par principe ». Il fait valoir qu'il était incorrect d'attaquer Sisiku Julius Ayuk Tabe, incarcéré depuis janvier 2018. En juillet 2019, Lucas Ayaba Cho affirme que l'État camerounais avait pratiquement perdu le conflit et que les séparatistes contrôlaient 80 % des régions anglophones.
Le 9 avril 2021, Lucas Ayaba Cho tient une conférence de presse conjointe avec le militant séparatiste nigérian Nnamdi Kanu où ils déclarent une alliance entre le Biafra et l'Ambazonie. Le 21 avril 2021, Lucas Ayaba Cho appelle les Camerounais à renverser le régime du président Paul Biya afin d'instaurer une démocratie, ajoutant que les séparatistes les aideraient.
En mars 2022, Lucas Ayaba Cho se présente sur son compte Twitter, comme étant le cerveau de l'attentat d’Ekondo-Titi, qui fait sept morts, dont le sous-préfet et le maire de la commune de cette région du Sud-Ouest.

## Publication
En 2006, il publie un livre Not Guilty. An African Refugee Experience, où il raconte de manière très critique son expérience de requérant d'asile en Europe.

## Affaire judiciaire

### Arrestation et détention
Le 24 septembre 2024, il est arrêté en Norvège sur la base de « charges fondées sur ses diverses expressions sur les réseaux sociaux ». Il pourrait être extradé de Norvège vers le Cameroun et risquerait jusqu'à 30 ans de prison s'il était reconnu coupable. Le 19 novembre 2024, un tribunal d'Oslo prolonge sa détention provisoire jusqu'au 14 janvier 2025, avec interdiction de communiquer avec le monde extérieur. L'équipe juridique de Lucas Ayaba Cho annonce toutefois faire appel de sa détention.  
En janvier 2025, la justice norvégienne prolonge sa détention jusqu'au 10 février 2025. Le 10 février 2025, elle prolonge sa détention jusqu'au 10 mars 2025. Le 10 mars 2025, sa détention est prolongée jusqu'au 5 mai 2025. Le 5 mai 2025, sa détention est prolongée jusqu'au 10 juin 2025. 